# Otto Maigler

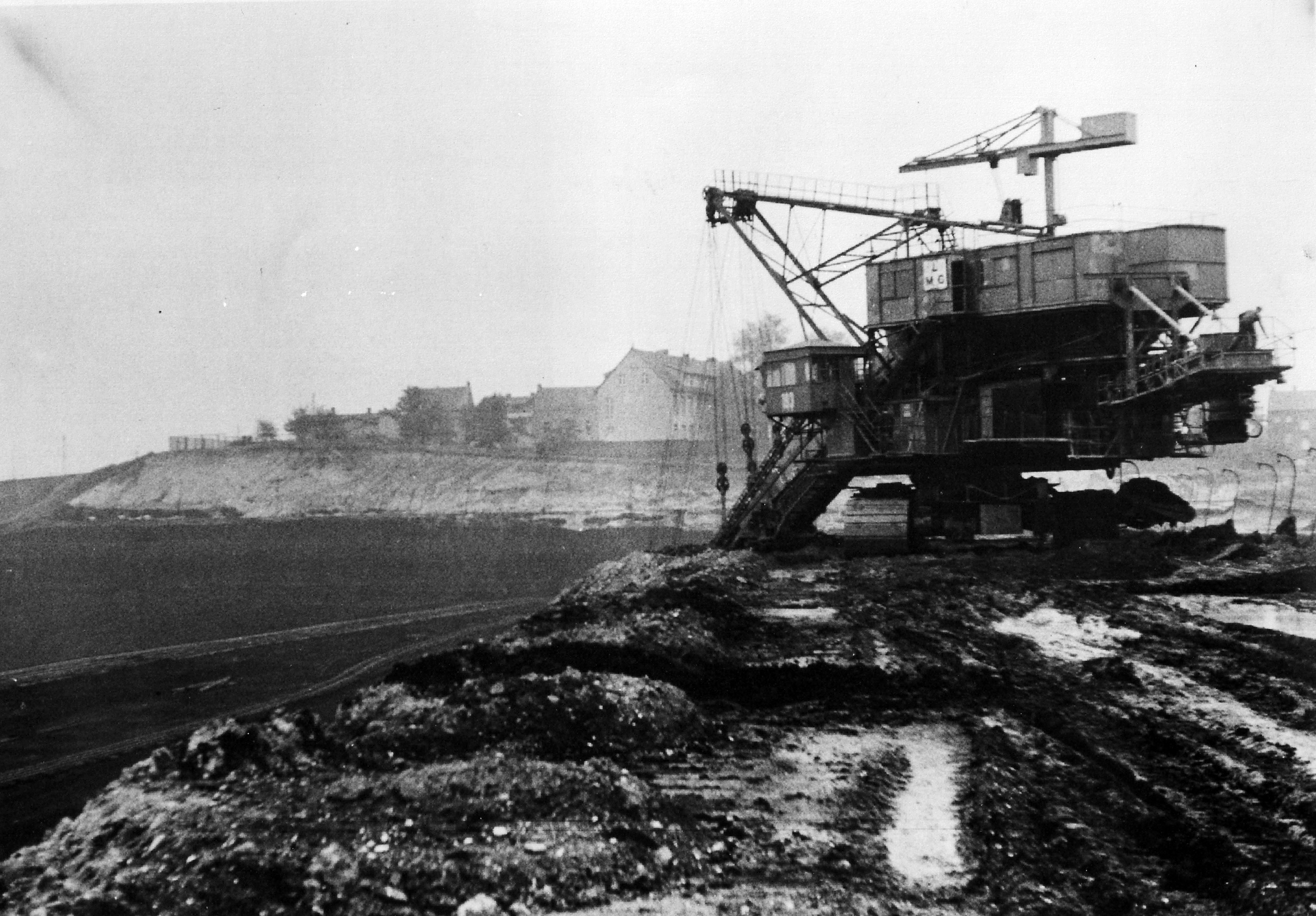
Braunkohlentagebau am Ortsrand von Brühl-Heide (um 1925)

 Otto Maigler (* 8. März 1893 in Hoboken, New Jersey, Vereinigte Staaten; † 20. Juni 1967 in Köln) war Bergwerksingenieur und späterer Unternehmer.

## Herkunft und Ausbildung
Otto Maigler wuchs wahrscheinlich in einer deutschen Familie auf, die zum Zeitpunkt seiner Geburt in der nordamerikanischen Stadt Hoboken lebte. Die Dauer dieses Lebensabschnitts ist jedoch nicht bekannt. Er beendete aber im damaligen Königreich Württemberg, noch vor dem Ausbruch des Ersten Weltkrieges, seine Schulausbildung. Nach dieser und einem folgenden Studium an der Bergakademie Berlin sowie dem in  Freiberg schloss Maigler seine Fachausbildung als  Dipl. Bergingenieur und Dipl. Markscheider ab.

## Beruflicher Werdegang

### Halle an der Saale

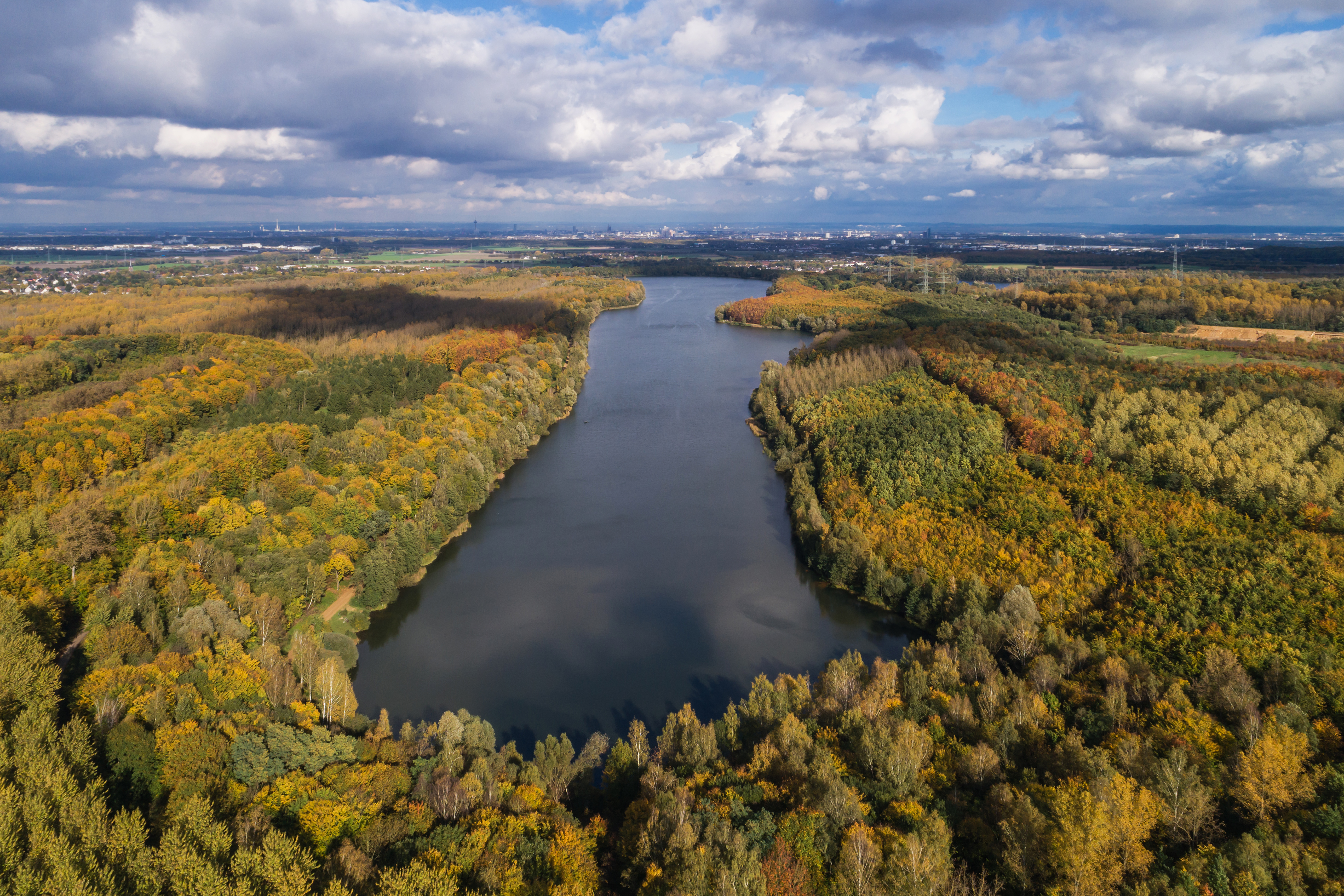
Otto-Maigler-See

Maigler wechselte, nach kurzer Tätigkeit bei der Braunkohlegrube der Halleschen Pfännerschaft, von der Saale in das Rheinland.  

### Brühl, Hürth und Köln
1917 trat Maigler als Assistent in die Dienste der aus der Gewerkschaft Roddergrube hervorgegangenen Braunkohlen- und Brikettwerke Roddergrube AG in  Brühl. Im Jahr 1918 leitete Maigler für die Roddergrube AG den weiteren, bereits seit den Jahren 1914/15 fortschreitenden Abraum- und den folgenden Grubenbetrieb des Tagebau Berrenrath im Raum Berrenrath, deren Fortführung später zur Umsiedlung und dem Abbaggern der Ortschaft führte. Im Zeitraum der Jahre von 1919 bis 1930 stieg er dann zum Betriebsleiter seiner Gesellschaft in Brühl auf, die ihn bereits 1922 auch zum Prokuristen ernannte. 

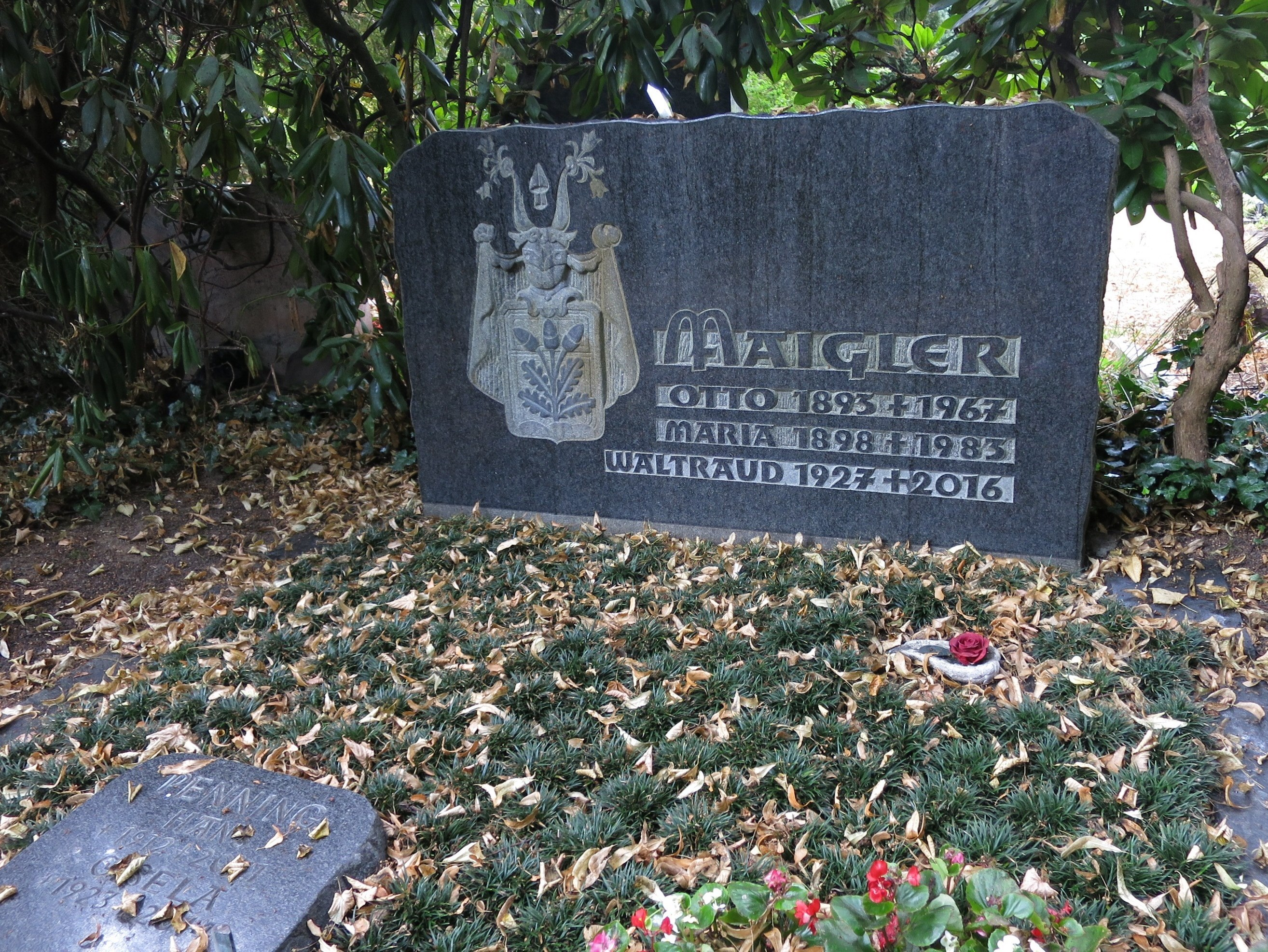
Grab der Familie Maigler

Im Jahr 1938 wurde Otto Maigler in den Vorstand des Unternehmens berufen. Über die von Maigler bezogene Position oder sein Wirken in den dann folgenden Jahren des Nationalsozialismus ist nichts bekannt.
Bis in die späten 1950er Jahre expandierte Maiglers Unternehmen, dem nun verschiedene Braunkohlegesellschaften angehörten. 1960 ging das Mutterunternehmen Roddergrube AG mit seinen Grubenfeldern dann im Rahmen einer Fusion mit der Rheinischen Braunkohlenwerke (RAG) in der Rheinbraun mit Sitz in Köln auf.
Otto Maigler wurde nach dieser Umwandlung Mitglied des Aufsichtsrates. Seit dem Jahr 1956 war er Vorsitzender der Rheinischen Braunkohlenbrikett-Verkauf GmbH. Im Jahr 1963 ging er, nun 70 Jahre alt, in den Ruhestand. Vier Jahre später verstarb er und wurde auf dem Kölner Friedhof Melaten (Lit. F, zwischen Lit. G+R) beerdigt.

## Gesellschaftliches Engagement
In Köln engagierte er sich als Mitglied des Lions-Clubs „Colonia“.

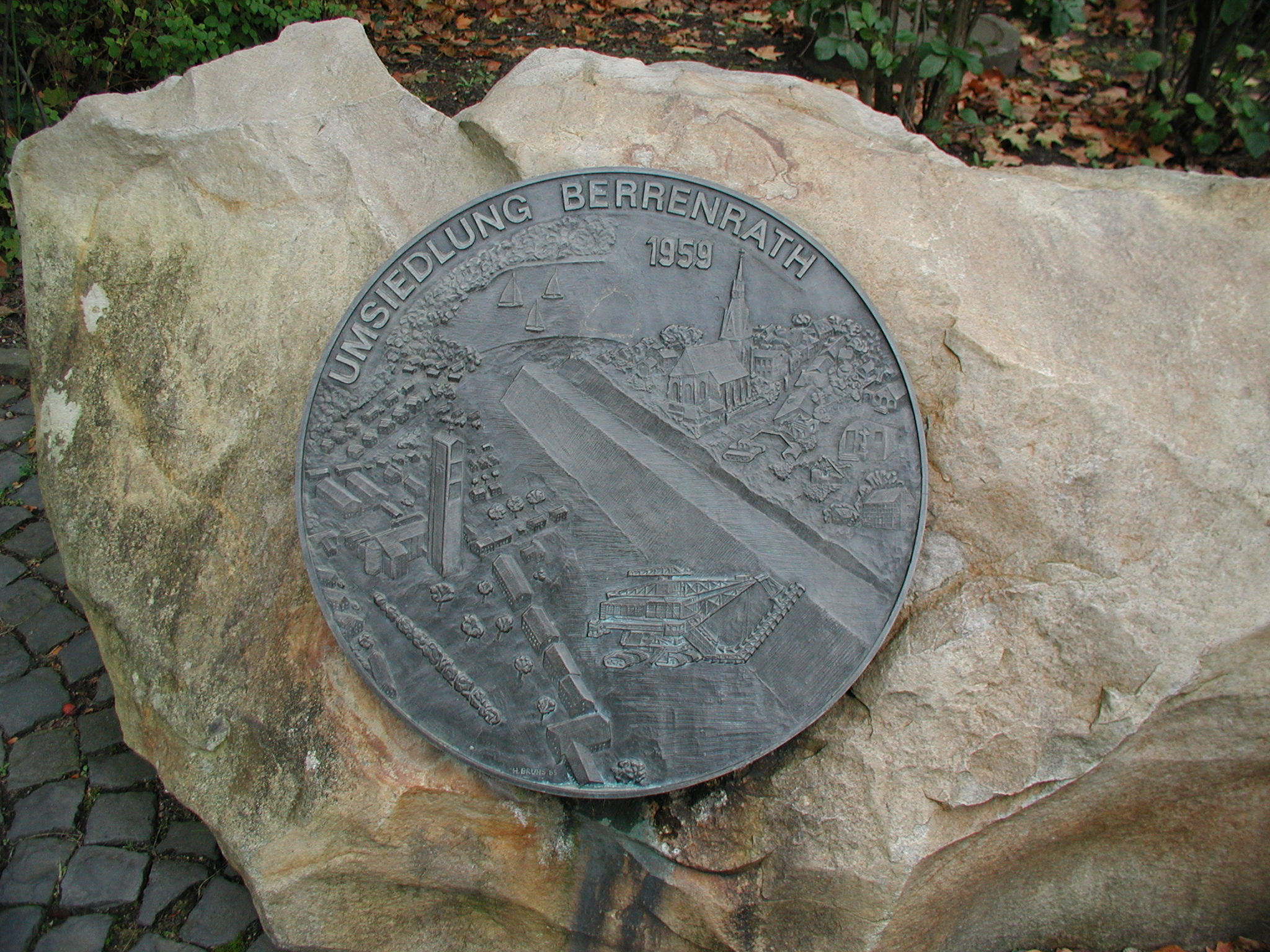
Gedenkstein in Berrenrath

## Gedenken
An Otto Maigler, der sein Ansehen und seinen Einfluss als Vorstandsmitglied der Rheinbraun für die Wiederaufforstung und Rekultivierung der Revierlandschaft eingesetzt hatte, erinnert heute der durch diese Maßnahmen auf dem Gebiet der Stadt Hürth entstandene und  kurz nach seinem Tod nach ihm benannte Otto-Maigler-See. Auch die Stadt Brühl, Maiglers erste Station seines Wirkens im Rheinland, erinnert an einen ihrer Bergbaupioniere. Im Gebiet Pingsdorf trägt eine Straße und eine Fest- und Freizeitwiese den Namen Maiglers.